# 澳洲銅頭蛇屬
澳洲銅頭蛇屬（學名：Austrelaps）是蛇亞目眼鏡蛇科下的個有毒蛇屬，是澳洲大陸東部及南部地區的特有種。目前共有3個物種已被確認，而各物種之下未有任何亞種。雖然其名字與銅頭蝮（Agkistrodon contortrix）相似，但兩者並無直接關聯。

## 特徵
澳洲銅頭蛇的體格普遍屬於中型蛇類，長度甚少超過1.8米。身體顏色多變，主要以銅棕色、黃色、紅色、灰色或黑色為基調，頭部有明顯的特殊斑紋。

## 分布地及棲息情況
澳洲銅頭蛇傾向棲息於較寒涼地區，當一般爬蟲生物已開始進入休眠期時，牠們仍能進行一定程度的活動，而冬季完結時牠們亦是最早清醒過來並開始展開獵食的蛇類。另外，澳洲銅頭蛇亦是澳洲當地唯一一種能於積雪線以上發現的蛇類。喜歡棲息於近水地帶。

## 生態行為
澳洲銅頭蛇主要於日間活動，夏天時份則會於夜間出沒。

### 攝食
澳洲銅頭蛇常逗留於水中，牠們擅長游泳，亦會捕食蝌蚪。屬於肉食者的牠們會捕食對象甚為廣泛，甚至也會食用同類的幼蛇，不過牠們仍最常蛙類為食。如果澳洲當地某個地區盛產青蛙，那麼同時亦會有較多的澳洲銅頭蛇出沒，而且其它蛇類的數量亦會相對地較少。

### 繁殖
澳洲銅頭蛇於春季進行繁殖，雌蛇每次能誕下14條幼蛇，每條幼蛇約長20公分。

### 毒性
澳洲銅頭蛇就如一般眼鏡蛇，在顎骨前端有著穩固的長型尖牙。牠們天性較為內向，面對威脅大多選擇逃逸。其毒性與同科的印度眼鏡蛇毒相比，僅屬一般程度（以澳洲生物的標準而言）。雖然如此，澳洲銅頭蛇仍能向生物注射大量的毒液，如果未能即時接受適當治療的話，其毒素仍足以殺死一個成年男人。目前未有專治澳洲銅頭蛇的血清，不過針對虎蛇的血清似乎對治療澳洲銅頭蛇毒有明顯幫助。

## 物種
| 種名       | 學名及命名者                         | 地理分布                                       |
| ---------- | ------------------------------------ | ---------------------------------------------- |
| 侏儒銅頭蝮 | Austrelaps labialis，(Jan, 1859)     | 澳洲南澳州                                     |
| 瓦莫銅頭蝮 | Austrelaps ramsayi，(Krefft, 1864)   | 澳洲新南威爾士、維多利亞州                     |
| 澳洲銅頭蝮 | Austrelaps superbus，(Günther, 1858) | 澳洲新南威爾士、南澳州、塔斯曼尼亞、維多利亞州 |

## 備註
1. 1 2  Kindersley, Dorling (2001,2005). Animal. New York City: DK Publishing. ISBN 0-7894-7764-5

## 外部連結
- （英文）TIGR爬蟲類資料庫：澳洲銅頭蛇屬 （页面存档备份，存于）
- （英文）Integrated Taxonomic Information System - Austrelaps Archive.today的存檔，存档日期2011-08-11